# Epelis picearia
Epelis picearia là một loài bướm đêm trong họ Geometridae.